# Pierino Favalli
Pierino Favalli, né le 1er mai 1914 à Zanengo di Grumello et mort le 16 mai 1986 à Crémone, est un coureur cycliste italien. Il fut professionnel de 1937 à 1946 et a notamment remporté Milan-San Remo en 1941, Milan-Turin en 1938, 1939 et 1940, et une étape du Tour d'Italie.

## Palmarès
- 1934
  -  Champion d'Italie sur route amateurs
  - Coppa Buttafochi
  - Coppa Caldirola
- 1935
  - Coppa del Grande
- 1936
  - Coppa Gino Pennacchi
  -  Médaillé de bronze du championnat du monde sur route amateurs
  - 7e de la course en ligne des Jeux olympiques
- 1937
  - Coppa San Geo
  - 5ea étape du Tour d'Italie (contre-la-montre par équipes)
  - 2e du Tour de la province de Milan (avec Gino Bartali)
  - 2e de Milan-San Remo
  - 7e du Tour de Lombardie
- 1938
  - Milan-Turin
  - Tour de Romagne
  - 2e de Milan-San Remo
  - 2e de la Coppa Savone
- 1939
  - Milan-Turin
  - 3e de la Coppa Bernocchi
  - 8e de Milan-San Remo
- 1940
  - Milan-Turin
  - 2e étape du Tour d'Italie
- 1941
  - Milan-San Remo
- 1942
  - Tour de Vénétie
  - Tour de Campanie
  - 2e de Milan-San Remo
  - 3e du Tour du Piémont
- 1943
  - 4e de Milan-San Remo

## Résultats sur le Tour d'Italie
3 participations
- 1937 : abandon (14e étape)
- 1939 : abandon (14e étape)
- 1940 : non-partant (10e étape), vainqueur de la 2e étape,  maillot rose pendant 4 jours